# جون تيري (لاعب كرة قاعدة)
جون تيري (بالإنجليزية: John Terry)‏ هو لاعب كرة قاعدة أمريكي، ولد في 1 نوفمبر 1879 في فيرفاكس في الولايات المتحدة، وتوفي في 27 أبريل 1933 في سيدار رابيدز في الولايات المتحدة.